# Elk Mound
Elk Mound és una població dels Estats Units a l'estat de Wisconsin. Segons el cens del 2000 tenia 785 habitants.

## Demografia
Segons el cens del 2000, Elk Mound tenia 785 habitants, 300 habitatges, i 225 famílies. La densitat de població era de 133,5 habitants per km².
Dels 300 habitatges en un 41,3% hi vivien nens de menys de 18 anys, en un 54% hi vivien parelles casades, en un 16,3% dones solteres, i en un 24,7% no eren unitats familiars. En el 16% dels habitatges hi vivien persones soles el 5,3% de les quals corresponia a persones de 65 anys o més que vivien soles. El nombre mitjà de persones vivint en cada habitatge era de 2,62 i el nombre mitjà de persones que vivien en cada família era de 2,95.
Per edats la població es repartia de la següent manera: un 29% tenia menys de 18 anys, un 11,1% entre 18 i 24, un 33,1% entre 25 i 44, un 18,3% de 45 a 60 i un 8,4% 65 anys o més.
L'edat mediana era de 31 anys. Per cada 100 dones de 18 o més anys hi havia 96,8 homes.
La renda mediana per habitatge era de 36.513 $ i la renda mediana per família de 39.318 $. Els homes tenien una renda mediana de 28.693 $ mentre que les dones 21.780 $. La renda per capita de la població era de 16.156 $. Aproximadament el 5,6% de les famílies i el 6,4% de la població estaven per davall del llindar de pobresa.

## Poblacions més properes
El següent diagrama mostra les poblacions més properes.